# Willie Weeks
Pour les articles homonymes, voir Weeks.
Willie Weeks est un bassiste américain né le 5 août 1947 à Salemburg (Caroline du Nord). Depuis les années 1960, c'est un bassiste de studio très demandé qui a enregistré et participé à des tournées de nombreux artistes de renom. Parmi ses collaborations, on retrouve notamment David Bowie, Bo Diddley, Eric Clapton, The Doobie Brothers, B.B. King, Stevie Wonder, The Rolling Stones, Isaac Hayes et Aretha Franklin.
Willie Weeks a gravé en 1972 un solo d'anthologie aux côtés de Donny Hathaway, d'une durée de plus de 3 minutes, sur le titre Voices Inside(Everything is Everything).
Bill Lordan, ancien batteur de Sly and the Family Stone et de Robin Trower, a évoqué une rencontre entre Jimi Hendrix, Willie Weeks et lui-même en juillet 1969, au cours d'une jam session.
Il apparaît également au cinéma dans le film Blues Brothers 2000 en 1998.